# Ephialtes tenchozanus
Ephialtes tenchozanus là một loài tò vò trong họ Ichneumonidae.